# 14. politbyro ústředního výboru Komunistické strany Číny
14. politbyro Ústředního výboru Komunistické strany Číny (čínsky v českém přepisu Čung-kuo Kung-čchan-tang ti-š’-s’-ťie Čung-jang Čeng-č’-ťü, pchin-jinem Zhōngguó Gòngchǎndǎng dìshísìjiè Zhōngyāng Zhèngzhìjú, znaky 中国共产党第十四届中央政治局) bylo v letech 1992–1997 skupinou 22 členů ústředního výboru Komunistické strany Číny, která tvořila užší vedení Komunistické strany Číny. Sedm nejvýznamnějších členů politbyra tvořilo nejužší vedení, takzvaný stálý výbor politbyra ústředního výboru Komunistické strany Číny.
14. politbyro bylo zvoleno 19. října 1992 na prvním zasedání 14. ústředního výboru zvoleného na závěr XIV. sjezdu KS Číny. Mělo 20 členů a dva kandidáty, z nich 15 nových. Stálý výbor politbyra měl sedm členů, z předešlého funkčního období v něm zůstalo pět politiků (generální tajemník Ťiang Ce-min, dále Li Pcheng, Ču Žung-ťi, Li Žuej-chuan a Chu Ťin-tchao), nově přišli dva dosavadní členové politbyra, Wej Ťien-sing a Li Lan-čching. 
Po úmrtí Tchan Šao-wena začátkem roku 1993 v září 1994 na jeho místo ústřední výbor zvolil Chuang Ťüa. V září 1995 byl kvůli obvinění z korupce ze všech funkcí odvolán pekingský tajemník Čchen Si-tchung, později (v letech 1997–1998) vyloučený ze strany a odsouzený k dlouholetému vězení.
Funkční období 14. politbyra trvalo do XV. sjezdu KS Číny v září 1997.

## Složení politbyra
Jako úřad je uvedeno zaměstnání a funkce vykonávané v době členství v politbyru, v případě funkcí ve státní správě jde o funkce a úřady zaujaté od zasedání parlamentu, Všečínského shromáždění lidových zástupců, případně Čínského lidového politického poradního shromáždění na jaře 1993. Členové stálého výboru jsou uvedeni v pořadí podle významu, ostatní v (čínském) abecedním pořadí.
VSLZ a ČLPPS jsou Všečínské shromáždění lidových zástupců a Čínské lidové politické poradní shromáždění.
| Minulé období                                  | Jméno                                                         | Rok narození                                   | Úřady a funkce | Úřady a funkce                                                      | Úřady a funkce                                                                                               | Další období                                   |
| Minulé období                                  | Jméno                                                         | Rok narození                                   | civilní stranické | civilní státní a jiné                                               | vojenské | Další období                                   |
| Členové stálého výboru politbyra od října 1992 | Členové stálého výboru politbyra od října 1992                | Členové stálého výboru politbyra od října 1992 | Členové stálého výboru politbyra od října 1992                                                                                | Členové stálého výboru politbyra od října 1992                      | Členové stálého výboru politbyra od října 1992                                                               | Členové stálého výboru politbyra od října 1992 |
| ---------------------------------------------- | ------------------------------------------------------------- | ---------------------------------------------- | --- | ------------------------------------------------------------------- | --- | ---------------------------------------------- |
| 13.                                            | Ťiang Ce-min 江泽民                                           | 1926                                           | generální tajemník ÚV | prezident                                                           | předseda Ústřední vojenské komise Komunistické strany Číny, předseda Ústřední vojenské komise ČLR            | 15.                                            |
| 12., 13.                                       | Li Pcheng 李鹏                                                | 1928                                           | | předseda Státní rady                                                | | 15.                                            |
| 12., 13.                                       | Čchiao Š’ 乔石                                                | 1924                                           | ředitel Ústřední stranické školy (do února 1993)                                                                              | předseda stálého výboru VSLZ                                        | | –                                              |
| 13.                                            | Li Žuej-chuan 李瑞环                                          | 1934                                           | | předseda celostátního výboru ČLPPS                                  | | 15.                                            |
| –                                              | Ču Žung-ťi 朱镕基                                             | 1928                                           | | (první) místopředseda Státní rady                                   | | 15.                                            |
| –                                              | Liou Chua-čching 刘华清                                       | 1916                                           | |                                                                     | generálplukovník, místopředseda Ústřední vojenské komise KS Číny, místopředseda Ústřední vojenské komise ČLR | –                                              |
| –                                              | Chu Ťin-tchao 胡锦涛                                          | 1942                                           | (výkonný) tajemník ÚV, ředitel Ústřední stranické školy (od února 1993)                                                       |                                                                     | | 15., 16., 17.                                  |
| Ostatní členové politbyra od října 1992        |                                                               |                                                | |                                                                     | |                                                |
| 13.                                            | Ting Kuan-ken 丁关根                                          | 1929                                           | tajemník ÚV, vedoucí oddělení propagandy ÚV, předseda ústřední komise pro řízení výstavby duchovní civilizace (od dubna 1997) |                                                                     | | 15.                                            |
| 12., 13.                                       | Tchien Ťi-jün 田纪云                                          | 1929                                           | | (první) místopředseda stálého výboru VSLZ                           | | 15.                                            |
| –                                              | Li Lan-čching 李岚清                                          | 1932                                           | | místopředseda Státní rady                                           | | 15.                                            |
| 13.                                            | Li Tchie-jing 李铁映                                          | 1936                                           | | státní poradce Státní rady, ministr pro restrukturalizaci ekonomiky | | 15.                                            |
| –                                              | Jang Paj-ping 杨白冰                                          | 1920                                           | |                                                                     | generálplukovník                                                                                             | –                                              |
| –                                              | Wu Pang-kuo 吴邦国                                            | 1941                                           | tajemník šanghajského městského výboru (do září 1994), tajemník ÚV (od září 1994)                                             | místopředseda Státní rady (od března 1995)                          | | 15., 16., 17.                                  |
| –                                              | Cou Ťia-chua 邹家华                                           | 1926                                           | | místopředseda Státní rady                                           | | –                                              |
| –                                              | Čchen Si-tchung 陈希同 (odvolán z politbyra a ÚV v září 1995) | 1930                                           | tajemník pekingského městského výboru (do září 1995)                                                                          |                                                                     | | –                                              |
| –                                              | Ťiang Čchun-jün 姜春云                                        | 1930                                           | tajemník šantungského provinčního výboru (do září 1994), tajemník ÚV (od září 1994)                                           | místopředseda Státní rady (od března 1995)                          | | 15.                                            |
| –                                              | Čchien Čchi-čchen 钱其琛                                      | 1928                                           | | místopředseda Státní rady, ministr zahraničí                        | | 15.                                            |
| –                                              | Wej Ťien-sing 尉健行                                          | 1931                                           | tajemník Ústřední komise pro kontrolu disciplíny, tajemník ÚV, tajemník pekingského městského výboru (od září 1995)           | předseda Všečínské federace odborů                                  | | 15.                                            |
| –                                              | Sie Fej 谢非                                                  | 1932                                           | tajemník kuangtungského provinčního výboru                                                                                    |                                                                     | | 15.                                            |
| –                                              | Tchan Šao-wen 谭绍文 (zemřel v únoru 1993)                    | 1929                                           | tajemník tchienťinského městského výboru                                                                                      |                                                                     | | –                                              |
| Člen politbyra zvolený v září 1994             |                                                               |                                                | |                                                                     | |                                                |
| –                                              | Chuang Ťü 黄菊                                                | 1938                                           | tajemník šanghajského městského výboru (od září 1994)                                                                         | starosta Šanghaje (do února 1995)                                   | | 15., 16.                                       |
| Kandidáti politbyra od října 1992              |                                                               |                                                | |                                                                     | |                                                |
| –                                              | Wen Ťia-pao 温家宝                                            | 1942                                           | tajemník ÚV, vedoucí Hlavní kanceláře ÚV (do března 1993)                                                                     |                                                                     | | 15., 16., 17.                                  |
| –                                              | Wang Chan-pin 王汉斌                                          | 1925                                           | | místopředseda stálého výboru VSLZ                                   | | –                                              |